# Lormes
Lormes é uma comuna francesa na região administrativa de Borgonha-Franco-Condado, no departamento Nièvre. Estende-se por uma área de 52,29 km². Em 2010 a comuna tinha 1 309 habitantes (densidade: 25 hab./km²).